# The Amazing Race
The Amazing Race är en amerikansk reality-TV-serie, en tävling som går ut på att 11–12 tvåmanslag tävlar om att först ta sig till olika destinationer runt om i världen, genom att klara olika utmaningar. Lagen strävar efter att komma först till varje etapps "depåstopp", för att vinna priser och för att undvika komma sist, som innebär att laget riskerar att åka ut.
Genom tävlingen reser lagen jorden runt, genom ett antal länder, i olika transportlägen (flygplan, taxi, hyrbilar, tåg, bussar, båtar och till fots.) Under varje etapp får lagen ledtrådar som tar dem vidare till nästa ledtråd. Vissa ledtrådar innebär att lagen bara ska ta sig till ett nytt ställe, men vissa ledtrådar innehåller en uppgift som laget gemensamt eller enskilt ska utföra, för att kunna få nästa ledtråd. Dessa utmaningar är relaterade på något sätt till det land eller kultur där de är belägna. Under programseriens gång får de lag som kommer sist lämna programmet tills det bara är två-tre lag kvar i tävlingen. Det lag som kommer först i den avslutande delen vinner en miljon dollar.
Programmet är skapad av Elise Doganieri och Bertram Van Munster. Den ursprungliga serien har sänts i USA sedan 2001 och har tjänat åtta Primetime Emmy Awards, inklusive alla sju "Outstanding Reality-Competition Program" belöningar som har lämnats. Phil Keoghan har varit programledare sedan starten 2001. Programmet har även sänts i många andra länder, däribland Sverige, och även vissa länder har köpt rättigheterna och gjort egna varianter av serien.
Den första säsongen sändes 2001 i USA i amerikansk TV. Eftersom serien är så pass populär i USA har man hittills producerat hela 28 säsonger och håller samtidigt på att producera fler. I Sverige sändes seriens två första säsonger i TV3 med premiär den 21 januari  2004, under namnet Destination: En miljon. Från sommaren 2006 till 2008 visade Kanal 5 säsong 3–6 under originalnamnet The Amazing Race. TV6 fortsatte under vintern 2009 att sända programmet där Kanal 5 slutade, och har fortsatt med detta.
Hittills har Amazing Race besökt Sverige tre gånger; i säsong 6, säsong 15 och säsong 17. Deltagarna tävlade då runt om i Stockholm, men i den 17:e säsongen var de istället i Kiruna och Riksgränsen. De besökte även Sverige i säsong 25. Dock var det bara för att få en ledtråd till ett uppdrag som skulle utföras i Danmark. Ledtråden hämtades i Malmö.

## Amerikanska versionen
Detta avsnitt hänvisar till den amerikanska versionen av serien, med Phil Keoghan som programledare.

### Lagen
Varje säsong innehåller 10–12 lag. Lagen representerar olika åldrar, etniciteter och sexuella läggningar. Varje lag består av två personer med ett tidigare förhållande såsom datingpar, gifta och skilda par (både hetero- och homosexuella par), släktingar (inklusive syskon och föräldrar och barn), vänner för livet och medarbetare etc. Enligt reglerna krävs det att lagmedlemmarna måste har känt varandra eller varit tillsammans i minst tre år, på senare år har denna regel tagits bort. Dessutom får de inte ha haft någon tidigare kontakt med andra lags medlemmar. Emellertid har dessa krav har i vissa fall ändrats eller har lagen ibland inte behövt följa den regeln. Det har ibland varit vissa säsonger där lag från tidigare säsonger tävlat igen.

### Pengar
Vid varje episodstart får lagen en viss summa pengar. Den summan ska räcka till allt: mat, transporter, logi, attraktionsavgifter och leveranser etc. Vissa uppgifter som lagen får under resans gång kräver att de ska använda sina egna pengar för att slutföra uppgifter. Till flygresor får lagen dock använda kreditkort (och även i familjeversionen fick lagen använda kreditkortet vid köp av bensin). I tidigare säsonger tilläts lagen att använda kreditkortet för att reservera flygstolsplatser, men numera är det förbjudet för lagen att göra det.
Om lagen inte har råd att slutföra vissa övningar måste de tigga ihop pengar tills de har råd att kunna fortsätta. Vid icke-elimineringsepisoderna i Säsong 5–9 förlorade laget som inkom sist alla sina pengar (och från säsong 7–9 även allt bagage utom kläderna de hade på sig och sina pass). Dessa lag fick då inga nya pengar från nästa start och var därför tvungna att tigga ihop pengarna.

### Markeringar
Markeringar används där lagen ska göra vissa uppgifter. Markeringarna visar oftast de lådor som ledtrådarna ligger i, men även de platser dit ledtrådarna finns. I första säsongen var markeringarna i gult och vitt, men sedan andra säsongen är de gula och röda istället.

### Ledtrådar
När varje episod startar får lagen en första ledtråd som tar dem till nästa position. Under varje etapps gång får lagen nya ledtrådar, där vissa innebär att man bara ska ta sig till en ny plats, medan andra innebär att laget måste göra en uppgift för att få nästa ledtråd. I tabellen nedan visas vilka olika ledtrådstyper som finns.
| Ledtråd (Översättning)             | Betydelse(r) |
| ---------------------------------- | --- |
| Route Information (Väginformation) | Väginformation innehåller information vart laget ska ta sig härnäst för att finna nästa ledtråd. Det kan också innehålla att laget ska ta sig med ett kollektivmedel för att finna nästa ledtråd, likväl uppgifter lagen måste genomföra innan de kan resa vidare. |
| Detour (Vägskäl)                   | Ett vägskäl innebär att laget får välja mellan två olika uppgifter. Varje uppgift innehåller båda positiva och negativa saker. Till exempel kan det ena alternativet gynna den som är snabb, men å andra sidan måste man vara stark. Det andra alternativet kan gynna den som är långsam och stark, men å andra sidan måste man vara kvicktänkt, och så vidare. När uppgiften är slutförd får de nästa ledtråd. |
| Roadblock (Vägspärr)               | En vägspärr får endast en lagmedlem ur varje lag göra, och ibland får varje person bara göra ett visst antal vägspärrar under hela säsongen samt i rad. Till varje vägspärr ges från början endast en kryptisk ledtråd, till exempel "Vem är hungrig?" eller "Vem gillar att bli blöt?" Utifrån den ledtråden måste laget bestämma vilken lagmedlem som skall utföra uppgiften. Efter att de har bestämt sig så får de inte ändra sig, och den lagmedlem som inte utför uppgiften får heller inte hjälpa sin lagkamrat, bara stötta den. När uppgiften är slutförd får de nästa ledtråd. |
| Fast Forward (Snabbspolning)       | I varje säsong finns det 1–2 snabbspolningar som laget kan utföra. De lag som bestämmer sig för att hitta snabbspolningen måste ta sig till en plats och utföra en uppgift samt bli klar först för att få snabbspolningen. Snabbspolningen innebär att laget tar sig direkt i mål och hoppar således över övriga uppgifter som kvarstår i etappen. Lagen kan endast utnyttja snabbspolningen en gång under säsongen. De lag som försökt utföra uppgiften men som inte hunnit först, måste således återvända till förra positionen och utföra resterande uppgifter för att ta sig i mål.  |
| Switchback (Serpentinväg)          | Detta var en nyhet till säsong 15. Uppgiften går ut på att lagen utför en tidigare uppgift från en tidigare säsong som revideras och som lagen måste slutföra för att få nästa ledtråd. När uppgiften är slutförd får de nästa ledtråd. |
| Yield (Lämna företräde)            | Under varje säsong ges deltagarna en eller flera chanser att stoppa ett motståndarlag. Det lag som då måste lämna företräde, tvingas att stanna på en avvisad plats, vända ett timglas och vänta tills sanden i glaset runnit ut innan de kan fortsätta. Varje lag kan endast utnyttja detta tillfälle en gång under säsongen. De lag som vill utnyttja detta kan bara tvinga de lag som inte hunnit fram till den ledtråden att stanna, inte de lag som hunnit fram före dem. |
| U-Turn (U-sväng)                   | En u-sväng används efter ett vägskäl. Uppgiften är en kombination av Yield och Detour, där ett lag kan välja att låta ett annat lag tvingas gå tillbaka till vägskälet och göra den uppgift som de inte utförde. Detta lades in i säsong 12. |

### Avsnitten
Varje etapp av The Amazing Race består i allmänhet av lag som avgår från tidigare depåstopp (kallat "pit stop"), och reser vidare inom det land de är i eller till ett annat land, där de utför flera uppgifter, bland annat en omväg och en vägspärr, innan det ges instruktioner till nästa depåstopp. Mellan resorna har de kvarvarande lagen en obligatorisk vilopaus som i tidigare säsonger lagen fick göra av med tiden och pengarna hur de ville. Men under själva vilan får de inga nya pengar, utan de måste handhålla med de pengar som de har. I senare säsonger har lagen hållits frånskilda och mer isolerade från utomstående informationskällor, för att förhindra eventuella försprång. 
För att komma i mål vid depåstoppet måste båda lagmedlemmarna stå med båda fötterna på den matta som programledaren står på. När väl båda deltagarna står på mattan får de först en hälsning av en person som bor i det landet de är i (eller delstat om de är i USA), varvid programledarna hälsar dem välkomna i mål. Om laget har missat uppgifter på vägen eller brutit mot någon regel, får de inte checka in utan de måste gå tillbaka till de/n missade ledtråden/arna och/eller invänta bredvid mattan tills deras tidsstraff har gått ut. 
När lagen lämnar depåstoppet i nästa etapp får de vanligtvis starta 12 timmar efter den tiden de kom in. Alltså, anlände man klockan 12.00 så får man starta klockan 00.00 (midnatt). I andra fall är vilopausen utökad i multipler av 12 timmar. När lagen startar kan det hända att vissa lag kom in bara några minuter efter varandra, vilket gör att vissa lag står vid startlinjen samtidigt. Men motståndarlagen måste vänta till en viss signal innan de får öppna sitt första kuvert. 
Vissa avsnitt av Amazing Race är dubbelavsnitt. I slutet av varje avsnitt får lagen reda på att de i själva verket inte alls har kommit i mål, utan resan fortsätter vidare. Detta brukar oftast ske vid säsongsstarter eller säsongsavslutningar, men det har hänt att vissa avsnitt under pågående säsong är dubbelavsnitt. 
Under varje säsong sker alltid ett eller flera avsnitt där inget lag åker ut. De lag som anländer sist till depåstoppet får då den glada nyheten att de är kvar i tävlingen. Men för att få vara kvar, måste de lämna ifrån sig alla sina pengar som de har på sig, och de kommer heller inte få några nya pengar till den nya etappen. Från säsong 1–4 fick lagen inget straff om de kom in sist i en icke-elimineringsomgång. Mellan säsong 5 och 9 var det ett pengastraff och under säsong 7–9 var lagen även tvungna att lämna ifrån sig allt bagage, utom kläderna de har på sig, sina pass och eventuella visum. I säsong 10 och 11 var laget som kom in sist i en icke-elimineringsomgång tvungna att komma in först i mål i omgången därpå för att inte få ett 30-minuters straff. Från säsong 12 måste laget göra en extrauppgift i omgången därpå för att komma i mål i depåstoppet.
I finalen tävlar två–tre lag om att vinna. Lagen måste göra alla övningar för att kunna gå i mål. När vinnarlaget väl står på mattan är de tidigare eliminerade lagen där och hejar på dem. Vinnarlaget vinner en miljon dollar.

### Tävlingsregler
- Om inget annat anges, till exempel under vägspärrar, måste gruppmedlemmarna stå inom tjugo meter från varandra och måste hålla sig nära sitt tilldelade kamera- och ljudteam. När lagen åker någon form av transport, måste kamerateamet kunna åka med. Kameramannen brukar oftast sätta sig i framsätet bredvid föraren.
- Lagen får endast köpa flygbiljetter i turist/ekonomiklass med sitt tilldelade Visakort.
- Lagmedlemmarna får inte ha någon kontakt med vänner, familj och bekanta under tävlingarna, även om tävlinganra kan ge dem en möjlighet att få kontakt med dem. Deltagarna får dock använda hjälp av lokalbefolkning för att hitta rätt.
- Lagen får samarbeta med varandra. Dock får inget lag inte hindra ett annat lag (avsiktligt eller oavsiktligt), till exempel genom att ta extra ledtrådar från en ledtråd rutan med ett annat lag tilldelade fordon, eller ändring av utrustning till andra lag under en uppgift.
- Lagen får från början av varje etappstart inte ha med kartor, guideböcker, mobiltelefoner eller andra liknande föremål. Däremot får lagen köpa till exempel kartor eller guideböcker för de pengar de får eller har under resans gång.
- En person i varje lag förväntas ha en bältesväska innehållande lagets kontanter, pass och andra dokument med sig hela tiden. Lag som inte har dessa viktiga saker vid incheckningen vid ett depåstopp måste gå tillbaka och få detta innan de checkar in.
- Lagen måste utföra varje utmaning för att få komma i mål. Om ett lag misslyckas med att slutföra en utmaning, måste de antingen gå tillbaka till platsen för utmaningen och fullfölja utmaningen och ådrar sig en straff när de checkar in (se påföljder).
- Varje lagmedlem måste ha med sina pass under hela resan. Om dessa resehandlingar saknas, kommer lagen att anses olämpliga att fortsätta resan. Lagen kan dock gå tillbaka och försöka hitta sina resehandlingar igen.
- Lagen får inte tigga om det är olagligt. I den amerikanska versionen får de inte tigga på amerikanska flygplatser.
- Lagmedlemmarna får inte röka under tävlingen.
- Lagen måste följa varje lands lagar och förordningar under hela resan.

Lagen ges oftast ytterligare regler som gäller specifikt för en viss sträcka eller en uppgift som levereras med en av ledtrådarna. Dessa regler förklaras för tittarna då de gäller.

### Påföljder
- Vanliga strafftiden är 30 minuter från den tid man checkade in i depåstoppet. Strafftiden startar direkt när laget anlänt till depåstoppet, vilket gör att laget får inte checka in på 30 minuter.
- Byteshandel av varor ger ett tidsstraff på två timmar.
- Att inte slutföra en ledtråd eller ett uppdrag ger ett tidsstraff på fyra timmar.
- Att inte slutföra ett farthinder ger ett tidsstraff på fyra timmar.
- Flyga utanför ekonomiklass ger ett dygns tidsstraff (24 timmar).
- Att inte slutföra en vägskäl ges ett tidsstraff på 24 timmar.
- Att inte slutföra en vägspärr ges ett tidstraff på fyra timmar från det att nästa lag anlänt till platsen. När fyra timmar har gått får laget fortsätta tävlan. Om laget som anlänt sist till platsen gett upp, börjar deras tidsstraff gälla från det att föregående laget lämnat platsen eller gett upp.
- Om straffet är känt innan lagen anländer till incheckningen, tvingas de vänta ut denna tid innan de kan anlända i mål.
- Om de råkar vara det sista laget under en icke-elimineringsomgång kommer de att kontrolleras i början, men den återstående tiden kommer att tillämpas i början av nästa etapp.
- Om påföljden upptäcks efter att laget anlänt kommer tidsstraffet läggas till vid starten av nästa etapp.
- Om laget drabbas av "produktionssvårigheter" kan laget tilldelas en tidskredit, men det är endast i nödfall som detta ges.

### Säsonger
I USA har 23 säsonger sänts och en tjugofjärde säsong börjar sändas i februari 2014. Säsong 8 var en familjesäsong där lagen var uppdelade i fyra personer istället för två. Varje lag innehöll också enbart familjemedlemmar (bröder, systrar, föräldrar, halv/styvsyskon, mor- och farföräldrar, svågrar och svägerskor mm). Säsong 11 kallades "All-Star" där samtliga par hade deltagit i en tidigare säsong, dock ej säsong 8. Även säsong 18 innehåller par från tidigare säsonger. Säsong 24 kommer också bestå av lag från tidigare säsonger. Övriga säsonger (1–7, 9–10 och 12–17) har varit vanliga säsonger. I säsongsinformationen nedan gäller sändningsdatum endast för när amerikansk TV sände dessa säsonger.

#### Säsong 1
Den första säsongen sändes mellan 5 september och 12 december 2001. De elva deltagarparen besökte nio länder och reste 56 326 km under tretton etapper. Vinnare blev "Rob & Brennan". Säsongen släpptes på DVD (Region 1) den 27 september 2005 med "Kevin & Drew", "Lenny & Karyn", "Rob & Brennan" och "Joe & Bill" som kommenterade.

#### Säsong 2
Den andra säsongen sändes mellan 11 mars och 15 maj 2002. De elva deltagarparen besökte åtta länder och reste 83 684 km under tretton etapper. Vinnare blev "Chris & Alex".

#### Säsong 3
Den tredje säsongen sändes mellan 2 oktober och 18 december 2002. De tolv deltagarparen besökte tolv länder och reste 65 981 km under tretton etapper. Vinnare blev "Flo & Zach". Under 2003 vann säsongen en Emmy Award för "Outstanding Reality/Competition Program".

#### Säsong 4
Den fjärde säsongen sändes mellan 29 maj och 21 augusti 2003. De tolv deltagarparen besökte nio länder och reste 70 809 km under tretton etapper. Vinnare blev "Reichen & Chip". Under 2004 vann säsongen för andra gången en Emmy Award för "Outstanding Reality/Competition Program".

#### Säsong 5
Den femte säsongen sändes mellan 6 juli och 21 september 2004. De elva deltagarparen besökte sex länder och reste 115 870 km under tretton etapper. Vinnare blev "Chip & Kim".

#### Säsong 6
Den sjätte säsongen sändes mellan 16 november 2004 och 8 februari 2005. De elva deltagarparen besökte elva länder och reste 64 372 km under tolv etapper. Vinnare blev "Freddy & Kendra". För första gången besöktes Sverige (Stockholm).

#### Säsong 7
Den sjunde säsongen sändes mellan 1 mars och 10 maj 2005.  De elva deltagarparen besökte tio länder och reste 64 372 km under tolv etapper. Vinnare blev "Uchenna & Joyce". Säsongen släpptes på DVD (Region 1) den 20 december 2005 med "Lynn & Alex", "Brian & Greg", "Rob & Amber" och "Uchenna & Joyce" som kommenterade.

#### Säsong 8
Den åttonde säsongen, "The Amazing Race: Family Edition", sändes mellan 27 september och 13 december 2005.  De tio deltagarfamiljerna besökte fyra länder och reste 17 702 km under elva etapper. Vinnare blev familjen "Linz". Resan hölls mestadels inom de amerikanska delstaterna.

#### Säsong 9
Den nionde säsongen sändes mellan 28 februari 2006 och 17 maj 2006. De elva deltagarparen besökte tio länder och reste 94 949 km under tolv etapper. Vinnare blev "BJ & Tyler". Under 2006 vann säsongen för tredje gången en Emmy Award för "Outstanding Reality/Competition Program".

#### Säsong 10
Den tionde säsongen sändes mellan 17 september och 10 december 2006. De tolv deltagarparen besökte tretton länder och reste 64 372 km under tolv etapper. Vinnare blev "Tyler & James".

#### Säsong 11
Den elfte säsongen, "The Amazing Race: All-Stars", sändes mellan 18 februari och 6 maj 2007. De elva deltagarparen besökte nio länder och reste 72 419 km under tretton etapper. Vinnare blev "Eric & Danielle". Den här säsongen var mer speciell, då samtliga deltagare hade tävlat i en tidigare säsong, dock ej deltagare från säsong åtta.

#### Säsong 12
Den tolfte säsongen sändes mellan 4 november 2007 och 20 januari 2008. De elva deltagarparen besökte tio länder och reste 48 279 km under elva etapper. Vinnare blev "TK & Rachel".

#### Säsong 13
Den trettonde säsongen sändes mellan 28 september och 7 december 2008. De elva deltagarparen besökte åtta länder och reste 64 372 km under elva etapper. Vinnare blev "Nick & Starr".

#### Säsong 14
Den fjortonde säsongen sändes mellan 15 februari och 10 maj 2009. De elva deltagarparen besökte nio länder och reste 64 372 km under elva etapper. Vinnare blev "Tammy & Victor".

#### Säsong 15
Den femtoende säsongen sändes mellan 27 september och 6 december 2009. De tolv deltagarparen besökte nio länder och reste 40 233 km under tolv etapper. Vinnare blev "Meghan & Cheyne". För andra gången besöktes Sverige, denna gång var de återigen i Stockholm.

#### Säsong 16
Den sextonde säsongen sändes mellan 14 februari och 9 maj 2010. De elva deltagarparen besökte nio länder och reste 64 372 km under tolv etapper. Vinnare blev "Dan & Jordan".

#### Säsong 17
Den sjuttonde säsongen sändes mellan 26 september och 12 december 2010. De elva deltagarparen besökte tio länder och reste 51 000 km under tolv etapper. Vinnare blev "Nat & Kat". För första gången sedan All-Stars-säsongen skedde starten utanför Los Angeles. För tredje gången besöktes Sverige, men denna gången var de i Kiruna och i Riksgränsen. Dessutom var detta första säsongen som ett lag med bara kvinnor vann tävlingen.

#### Säsong 18
Den artonde säsongen sänds mellan den 20 februari och 8 maj 2011. Denna säsong är likt säsong 11 en så kallad "all-star"-säsong med lag som tävlat i tidigare säsonger som nu återkommer till tävlan igen. Säsongen har namnet "Unfinished Business", då ingen av deltagarna som tävlar i denna säsong vunnit i sin tidigare säsongsmedverkan. Vinnare blev då "Kisha & Jen". Man filmade serien mellan den 20 november och 12 december 2010.

#### Säsong 19
Den nittonde säsongen har sänts. Fram till den 4 januari 2011 tog CBS emot ansökningar. Säsongen blir en vanlig säsong, med ett antal tvåmannalag. Säsongen kommer spelas in under våren eller sommaren. Vinnare i säsong 19 var Ernie och Cindy efter en resa på 64 372 km.

#### Säsong 20
Den tjugonde säsongen har precis sänts klart i Sverige juli 2013. Säsongen filmades i 26 november 2011 till 19 december 2011. Resan gick genom 5 kontinenter, 10 länder, 22 städer och 58 000km. Vinnare i denna säsong var Rachel och Dave.

#### Säsong 21
Den tjugoförsta säsongen spelades in 26 maj 2012 till 16 juni 2012, och har inte än sänts i Sverige. Resan gick igenom 3 kontinenter och 9 länder. För första gången besöktes inget nytt land. Vinnare av denna säsong var Josh och Brent.

#### Säsong 22
Den tjugoandra säsongen spelades in 13 november 2012 till 7 december 2012. Tio länder och fem kontinenter besöktes. Ett av säsongens avsnitt som spelades in i Vietnam blev starkt kritiserat på sociala medier, då det visade ett nedskjutet amerikanskt plan från vietnamkriget och hade inslag av propaganda för Vietnams kommunistparti. CBS ursäktade sig för detta i följande avsnitt. Vinnare av säsongen var hockeyspelarna Bates och Anthony.

#### Säsong 23
Säsong 23 sändes hösten 2013 i USA. Lagen reste igenom 9 länder och 4 kontinenter. Vinnare av säsongen var Jason och Amy. 

#### Säsong 24
Den tjugofjärde säsongen kommer att sändas på amerikansk TV våren 2014 och kommer bestå av återkommande lag.

## Sändningar i andra länder
The Amazing Race började sändas i USA år 2001 på CBS. I oktober 2005 började CBS sälja konceptet till andra länder världen över. Buena Vista International Television-Asia Pacific (BVITV-AP) och Sony Pictures Television International's AXN i Asien gjorde en asiatisk version av programmet, under namnet The Amazing Race Asia. Det skulle också bli en centraleuropeisk variant av serien, men den lades ned innan den ens hade börjat sändas. År 2007 sändes en brasiliansk version av serien, och 2008 sändes en israelisk version. Under 2009 sändes en latinamerikansk version av serien.
| Namn                                              | Land           | Sändningsår | TV-kanal                          | Programledare     | Antal säsonger | Besökta länder | Prissumma                                                        |
| ------------------------------------------------- | -------------- | ----------- | --------------------------------- | ----------------- | -------------- | -------------- | ---------------------------------------------------------------- |
| The Amazing Race                                  | USA            | 2001-       | CBS                               | Phil Keoghan      | 25             | 83             | 1 000 000 USD                                                    |
| The Amazing Race Norge                            | Norge          | 2012-       | TV 2                              | Freddy dos Santos | 2              | 13             | 1 000 000 NOK                                                    |
| The Amazing Race Asia                             | Asien          | 2006-       | AXN Asia                          | Allan Wu          | 4              | 19             | 100 000 USD                                                      |
| The Amazing Race Central Europe                   | Central Europe | nedlagd     | AXN Central Europe                | nedlagd           | nedlagd        | nedlagd        | 100 000 USD                                                      |
| The Amazing Race: A Corrida Milionária            | Brasilien      | 2007–2008   | RedeTV!                           | Rony Curvelo      | 1              | 2              | 500 000 BRL                                                      |
| HaMerotz LaMillion (svenska: Resan till miljonen) | Israel         | 2009        | Channel 2 - Reshet                | Raz Meirman       | 3              | 21             | 1 000 000 ILS                                                    |
| The Amazing Race en Discovery Channel             | Latinamerika   | 2009        | Disney Channel/ Discovery Channel | Harris Whitbeck   | 2              | 13             | 250 000 USD                                                      |
| The Amazing Race Canada                           | Kanada         | 2013        | CTV                               | Jon Montgomery    | 2              | 3              | 250 000 CAD, ett par bilar och en årsförbrukning av resecheckar. |
| The Amazing Race Australia                        | Australien     | 2011        | Seven Network                     | Grant Bowler      | 3              | 27             | 250 000 AUD                                                      |
| Amazing Race Suomi                                | Finland        | 2023        | Nelonen                           | Heikki Paasonen   | 2              | 11             | 30 000 Euro                                                      |

## Internationella sändningar
Det finns många länder världen över som sänder Amazing Race, var och en med sitt eget schema, och ibland med samma originaltitel. I hela Sydostasien sänds serien på AXN Asien Network.
| Land/region    | Titel på programmet                                                        | TV-kanal                                     |
| -------------- | -------------------------------------------------------------------------- | -------------------------------------------- |
| Latinamerika   | The Amazing Race                                                           | Discovery Channel Latinoamerica              |
| Brasilien      | The Amazing Race                                                           | AXN Brazil                                   |
| Sydafrika      | The Amazing Race                                                           | SABC 3 & SET (Sony Entertainment Television) |
| Sydöstra Asien | The Amazing Race                                                           | AXN Asia                                     |
| Australien     | The Amazing Race                                                           | Seven Network & ARENA                        |
| Bulgarien      | Шеметна надпревара (Engelska: The Amazing Race)                            | AXN Bulgaria                                 |
| Kanada         | The Amazing Race, Rallye autour du monde (Engelska: Race Around the World) | CTV, Évasion                                 |
| Kina           | 极速前进 (Engelska: Forward at high speeds)                                | International Channel of Shanghai            |
| Grekland       | The Amazing Race                                                           | FX (Grekland)                                |
| Estland        | Pöörane Seiklus                                                            | TV6                                          |
| Filippinerna   | The Amazing Race                                                           | Studio 23; AXN                               |
| Finland        | Amazing Race                                                               | MTV3                                         |
| Hongkong       | The Amazing Race                                                           | TVB Pearl                                    |
| Island         | Kapphlaupið Mikla                                                          | Stöð 2                                       |
| Japan          | アメージング・レース (Engelska: Amazing Race)                              | AXN Japan                                    |
| Norge          | The Amazing Race                                                           | TV2 Zebra, TV2 Bliss                         |
| Polen          | Amazing Race                                                               | AXN Poland/TV Puls                           |
| Portugal       | O grande desafio (Engelska: The Great Challenge)                           | Sony Entertainment Television (Portugal)     |
| Rumänien       | Cursa Extraordinara (Engelska: The Amazing Race)                           | AXN Romania                                  |
| Serbien        | Trka Oko Sveta                                                             | FOXTV                                        |
| Singapore      | The Amazing Race                                                           | MediaCorp Channel 5, AXN                     |
| Spanien        | El Gran Reto (Engelska: The Great Challenge)                               | SETenVEO                                     |
| Sverige        | Destination: En miljon, The Amazing Race                                   | TV3, Kanal 5, TV6                            |
| Storbritannien | The Amazing Race                                                           | Livingtv and Challenge                       |
| Turkiet        | The Amazing Race                                                           | FX Turkey                                    |
| Uganda         | TBA                                                                        | NTV                                          |
| Ungern         | The Amazing Race                                                           | AXN Hungary                                  |
| Vietnam        | Cuộc đua kỳ thú (Engelska: The Amazing Race)                               | HTV1/HTV7                                    |